# Clave Bancaria Uniforme
La Clave Bancaria Uniforme (CBU), a veces llamada Clave Bancaria Única o Clave Bancaria Unificada, es un código público utilizado en Argentina por los bancos para la identificación de las cuentas de sus clientes. Mientras que cada banco identifica las cuentas con números internos, la CBU identifica una cuenta de manera única en todo el sistema financiero argentino.

## Obtención
La CBU puede obtenerse en los cajeros automáticos de cualquier banco habilitado por el Banco Central de la República Argentina a través del menú “Consultas”, puede pedirse por ventanilla o bien gestionarse a través de home banking.

## Utilidades
Entre sus utilidades está el hecho de que el titular de una cuenta bancaria pueda recibir depósitos, realizar transferencias de dinero entre cuentas y adherirse al pago de impuestos y servicios por débito automático.
Es importante tener presente que la CBU es única por cada cuenta. Es decir, quien posee una caja de ahorro y una cuenta corriente en un mismo banco, contará con una CBU diferente para cada una de ellas. Por lo tanto, aquellos titulares de varias cuentas deben especificar la CBU de la cuenta con la que quieren operar al momento de realizar una transferencia o adherir al débito automático.
La CBU es informada por los bancos a sus clientes y no puede ser modificada (salvo por el alias). Esta figura en los resúmenes de cuenta, tarjeta de crédito y débito, extractos de movimientos de cuenta, consultas de saldos y otras comunicaciones escritas.

## Alias CBU
En agosto de 2016, el BCRA creó la funcionalidad denominada "Alias CBU", la cual permite al cliente bancario incorporar un alias a cada una de sus CBUs, desde la opción de "Administración de cuentas de transferencias" disponible en banca por Internet y en banca móvil.
El Alias CBU tiene entre 6 y 20 caracteres con letras, números y símbolos (sólo punto y guion del medio), como "alejandragisela20″, "clara-delcarril". Es único e irrepetible para todo el sistema financiero, mientras que el CBU no desaparece ya que los 22 números respaldan a ese Alias.
En abril de 2017, el BCRA emitió la comunicación A6215 donde expresó que "...asignará un Alias para cada uno de las CBU que, al 1/6/2017, no tengan registrado el mismo en el reservorio que se encuentra a su cargo", surgiendo dichos alias de forma automática a través de un algoritmo que combina tres palabras simples del castellano.

## Estructura de la CBU

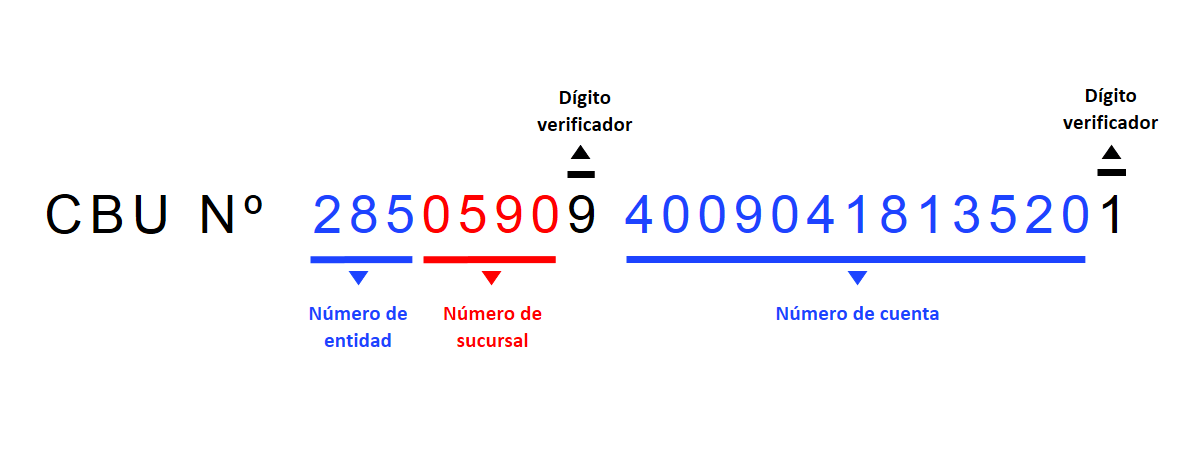
Estructura de una Clave Bancaria Uniforme

La CBU está compuesta por 22 dígitos, separados en dos bloques. El primer bloque tiene un número de entidad de 3 dígitos, un número de sucursal de 4 dígitos y un dígito verificador. El segundo bloque tiene un número de 13 dígitos que identifica la cuenta dentro de la entidad y la sucursal, más un dígito verificador.
Para el número de entidad de 3 dígitos que compone el primer bloque, debe verificarse el código de banco con la siguiente tabla de bancos:
| Código | Entidad                                          |
| ------ | ------------------------------------------------ |
| 005    | The Royal Bank of Scotland N.V.                  |
| 007    | Banco de Galicia y Buenos Aires S.A.             |
| 011    | Banco de la Nación Argentina                     |
| 014    | Banco de la Provincia de Buenos Aires            |
| 015    | Industrial and Commercial Bank of China S.A.     |
| 016    | Citibank N.A.                                    |
| 017    | BBvA Banco Francés S.A.                          |
| 018    | The Bank of Tokyo-Mitsubishi UFJ, LTD.           |
| 020    | Banco de la Provincia de Córdoba S.A.            |
| 027    | Banco Supervielle S.A.                           |
| 029    | Banco de la Ciudad de Buenos Aires               |
| 030    | Central de la República Argentina                |
| 034    | Banco Patagonia S.A.                             |
| 044    | Banco Hipotecario S.A.                           |
| 045    | Banco de San Juan S.A.                           |
| 046    | Banco do Brasil S.A.                             |
| 060    | Banco de Tucumán S.A.                            |
| 065    | Banco Municipal de Rosario                       |
| 072    | Banco Santander Río S.A.                         |
| 083    | Banco del Chubut S.A.                            |
| 086    | Banco de Santa Cruz S.A.                         |
| 093    | Banco de la Pampa Sociedad de Economía Mixta     |
| 094    | Banco de Corrientes S.A.                         |
| 097    | Banco Provincia del Neuquén S.A.                 |
| 143    | Brubank S.A.U.                                   |
| 147    | Banco Interfinanzas S.A.                         |
| 150    | HSBC Bank Argentina S.A.                         |
| 158    | Openbank                                         |
| 165    | JP Morgan Chase Bank NA (Sucursal Buenos Aires)  |
| 191    | Banco Credicoop Cooperativo Limitado             |
| 198    | Banco de Valores S.A.                            |
| 247    | Banco Roela S.A.                                 |
| 254    | Banco Mariva S.A.ī                               |
| 259    | Banco Itaú Argentina S.A.                        |
| 262    | Bank of America National Association             |
| 266    | BNP Paribas                                      |
| 268    | Banco Provincia de Tierra del Fuego              |
| 269    | Banco de la República Oriental del Uruguay       |
| 277    | Banco Sáenz S.A.                                 |
| 281    | Banco Meridian S.A.                              |
| 285    | Banco Macro S.A.                                 |
| 295    | American Express Bank LTD. S.A.                  |
| 299    | Banco Comafi S.A.                                |
| 300    | Banco de Inversión y Comercio Exterior S.A.      |
| 301    | Banco Piano S.A.                                 |
| 305    | Banco Julio S.A.                                 |
| 309    | Nuevo Banco de la Rioja S.A.                     |
| 310    | Banco del Sol S.A.                               |
| 311    | Nuevo Banco del Chaco S.A.                       |
| 312    | MBA Lazard Banco de Inversiones S.A.             |
| 315    | Banco de Formosa S.A.                            |
| 319    | Banco CMF S.A.                                   |
| 321    | Banco de Santiago del Estero S.A.                |
| 322    | Banco Industrial S.A.                            |
| 325    | Deutsche Bank S.A.                               |
| 330    | Nuevo Banco de Santa Fe S.A.                     |
| 331    | Banco Cetelem Argentina S.A.                     |
| 332    | Banco de Servicios Financieros S.A.              |
| 336    | Banco Bradesco Argentina S.A.                    |
| 338    | Banco de Servicios y Transacciones S.A.          |
| 339    | RCI Banque S.A.                                  |
| 340    | BACS Banco de Crédito y Securitización S.A.      |
| 341    | Más Ventas S.A.                                  |
| 384    | Wilobank S.A.                                    |
| 386    | Nuevo Banco de Entre Ríos S.A.                   |
| 389    | Banco Columbia S.A.                              |
| 405    | Ford Credit Compañía Financiera S.A.             |
| 406    | Metrópolis Compañía Financiera S.A.              |
| 408    | Compañía Financiera Argentina S.A.               |
| 413    | Montemar Compañía Financiera S.A.                |
| 415    | Transatlántica Compañía Financiera S.A.          |
| 428    | Caja de Crédito Coop. La Capital del Plata LTDA. |
| 431    | Banco Coinag S.A.                                |
| 432    | Banco de Comercio S.A.                           |
| 434    | Caja de Crédito Cuenca Coop. LTDA.               |
| 437    | Volkswagen Credit Compañía Financiera S.A.       |
| 438    | Cordial Compañía Financiera S.A.                 |
| 440    | Fiat Crédito Compañía Financiera S.A.            |
| 441    | GPAT Compañía Financiera S.A.                    |
| 442    | Mercedes-Benz Compañía Financiera Argentina S.A. |
| 443    | Rombo Compañía Financiera S.A.                   |
| 444    | John Deere Credit Compañía Financiera S.A.       |
| 445    | PSA Finance Argentina Compañía Financiera S.A.   |
| 446    | Toyota Compañía Financiera de Argentina S.A.     |
| 448    | Finandino Compañía Financiera S.A.               |
| 453    | Naranja X                                        |
| 992    | Provincanje S.A.                                 |

## Algoritmo de validación
La información numérica que compone la Clave Bancaria Uniforme posee un sistema de validación dividido en dos bloques:
- El 1.er bloque contiene 8 dígitos distribuidos de la siguiente manera:

```
   • Banco (3 dígitos)
   • Sucursal (4 dígitos)
   • Dígito verificador de los primeros 7 dígitos (1 dígito)
```

- El 2.do bloque contiene 14 dígitos distribuidos de la siguiente manera:

```
   • Cuenta (13 dígitos)
   • Dígito verificador de los anteriores 13 (1 dígito)
```

Por ejemplo: CBU 28505909 40090418135201

### Validación del1.erbloque
Tomando el ejemplo anterior, el número 28505909 constituiría el primer bloque de la CBU:
```
   • Banco = 285 (Descomponer en sus dígitos B1 = 2, B2 = 8, B3 = 5)
   • Sucursal = 0590 (Descomponer en sus dígitos S1 = 0, S2 = 5, S3 = 9, S4 = 0)
   • DígitoVerificadorBloque1 = 9
```

Planteo:
```
   • Suma1 = B1*7 + B2*1 + B3*3 + S1*9 + S2*7 + S3*1 + S4*3
```

Cálculo de acuerdo al ejemplo:
```
   • Suma1 = 2*7 + 8*1 + 5*3 + 0*9 + 5*7 + 9*1 + 0*3
   • Suma1 = 14 + 8 + 15 + 0 + 35 + 9 + 0
   • Suma1 = 81
```

Validación del resultado:
```
   • Diferencia1 = 10 - último dígito del resultado de Suma1
   • Diferencia1 = 10 - 1
   • Diferencia1 = 9
   • Si DígitoVerificadorBloque1 es diferente a 0 y Diferencia1 = DígitoVerificadorBloque1 => 
CBU OK

   • Si DígitoVerificadorBloque1 es 0 y Diferencia1 = 10 => 
CBU OK
```

### Validación del2.dobloque
Siguiendo con el mismo ejemplo, el número 40090418135201 constituiría el segundo bloque de la CBU: 
```
   • Cuenta = 4009041813520 (Descomponer en sus dígitos C1 = 4, C2 = 0, C3 = 0, C4 = 9, C5 = 0, C6 = 4, C7 = 1, C8 = 8, C9 = 1, C10 = 3, C11 = 5, C12 = 2, C13 = 0
   • DígitoVerificadorBloque2 = 1
```

Planteo:
```
   • Suma2 = C1*3 + C2*9 + C3*7 + C4*1 + C5*3 + C6*9 + C7*7 + C8*1 + C9*3 + C10*9 + C11*7 + C12*1 + C13*3
```

3971397139713
Cálculo de acuerdo al ejemplo:
```
   • Suma2 = 4*3 + 0*9 + 0*7 + 9*1 + 0*3 + 4*9 + 1*7 + 8*1 + 1*3 + 3*9 + 5*7 + 2*1 + 0*3
   • Suma2 = 12 + 0 + 0 + 9 + 0 + 36 + 7 + 8 + 3 + 27 + 35 + 2 + 0
   • Suma2 = 139
```

Validación del resultado:
```
   • Diferencia2 = 10 - último dígito del resultado de Suma2
   • Diferencia2 = 10 - 9
   • Diferencia2 = 1
   • Si DígitoVerificadorBloque2 es diferente a 0 y Diferencia2 = DígitoVerificadorBloque2 = 
CBU OK

   • Si DígitoVerificadorBloque2 es 0 y Diferencia2 = 10 = 
CBU OK
```